# 1320

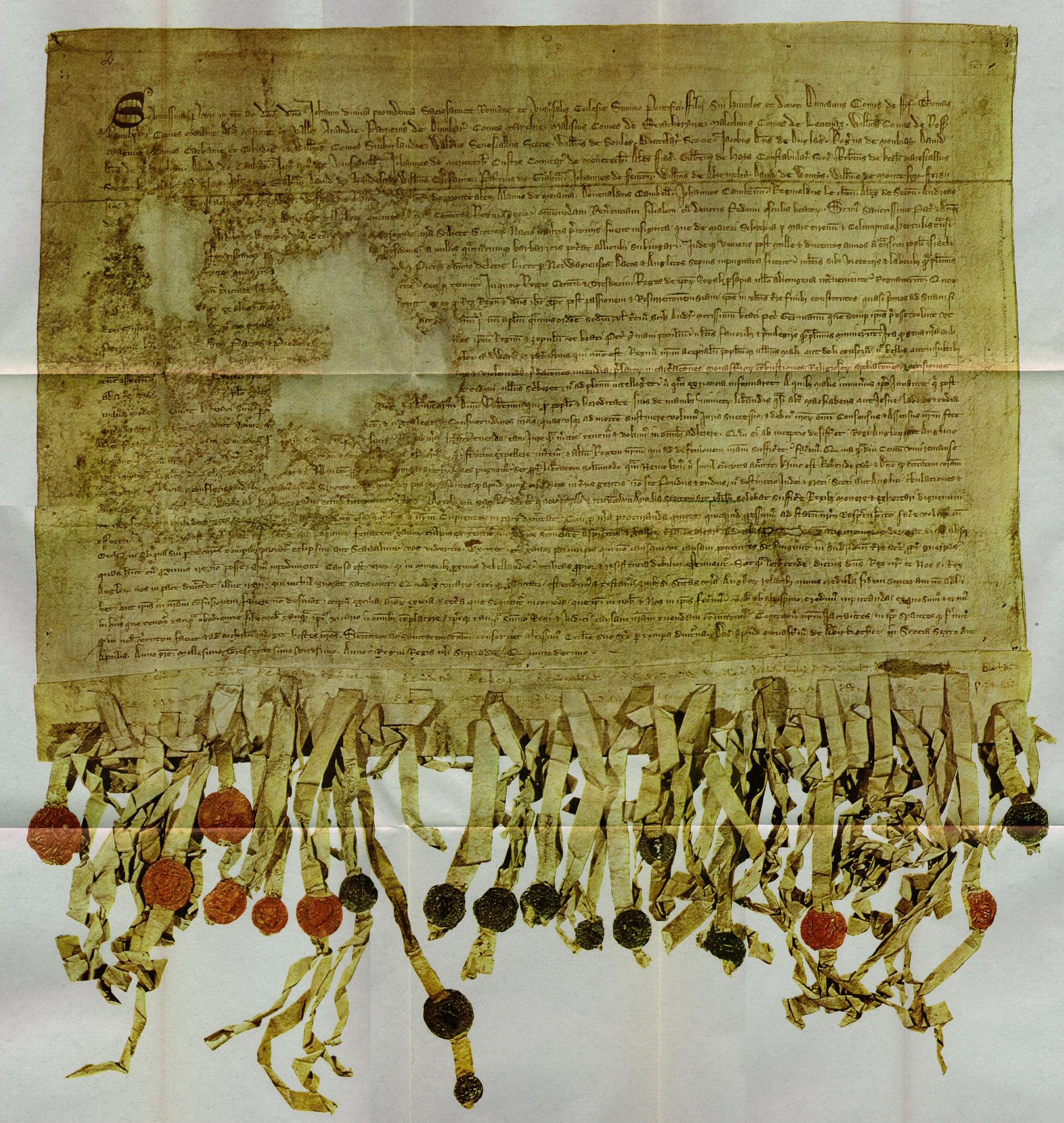
Declaration of Arbroath (kopie)

Het jaar 1320 is het 20e jaar in de 14e eeuw volgens de christelijke jaartelling.

## Gebeurtenissen
april
- 6 - Declaration of Arbroath: Robert the Bruce en de Schotse edelen verzoeken paus Johannes XXII in een brief de onafhankelijkheid van Schotland met Robert als koning te erkennen en de excommunicatie van Robert op te heffen. Dit wordt beschouwd als de Schotse onafhankelijkheidsverklaring.

juli
- 21 - Prinses Margaretha, dochter van koning Filips V van Frankrijk, trouwt met Lodewijk II van Nevers, kleinzoon van de Vlaamse graaf Robrecht III van Vlaanderen.

augustus
- 21 - Graaf Reinald II van Gelre geeft de bewoners van de Bommelerwaard toestemming voor het graven van de Drielse Wetering.

oktober
- 25 - - Hertog Jan III van Brabant vaardigt een onderwijscharter voor de stad Brussel uit. Voortaan is er één Latijnse school voor jongens, één Latijnse school voor meisjes, 5 kleine scholen voor jongens en 4 kleine scholen voor meisjes.

zonder datum
- Groothertog Wladislaus de Korte wordt koning van Polen.
- Karel I Robert van Hongarije trouwt met Elisabeth van Polen.
- oudst bekende vermelding: Baal, Nijeholtwolde, Oldetrijne

## Opvolging
- Armenië - Oshin opgevolgd door zijn zoon Leo V
- China (Yuan-dynastie) - Buyantu Khan opgevolgd door Gegeen Khan
- patriarch van Constantinopel - Johannes XIII Glykys opgevolgd door Gerasimus I
- Delhi - Qutbuddin Muhammad Shah opgevolgd door Khusrau Khan
- Denemarken - Christoffel II als opvolger van zijn broer Erik VI

## Afbeeldingen

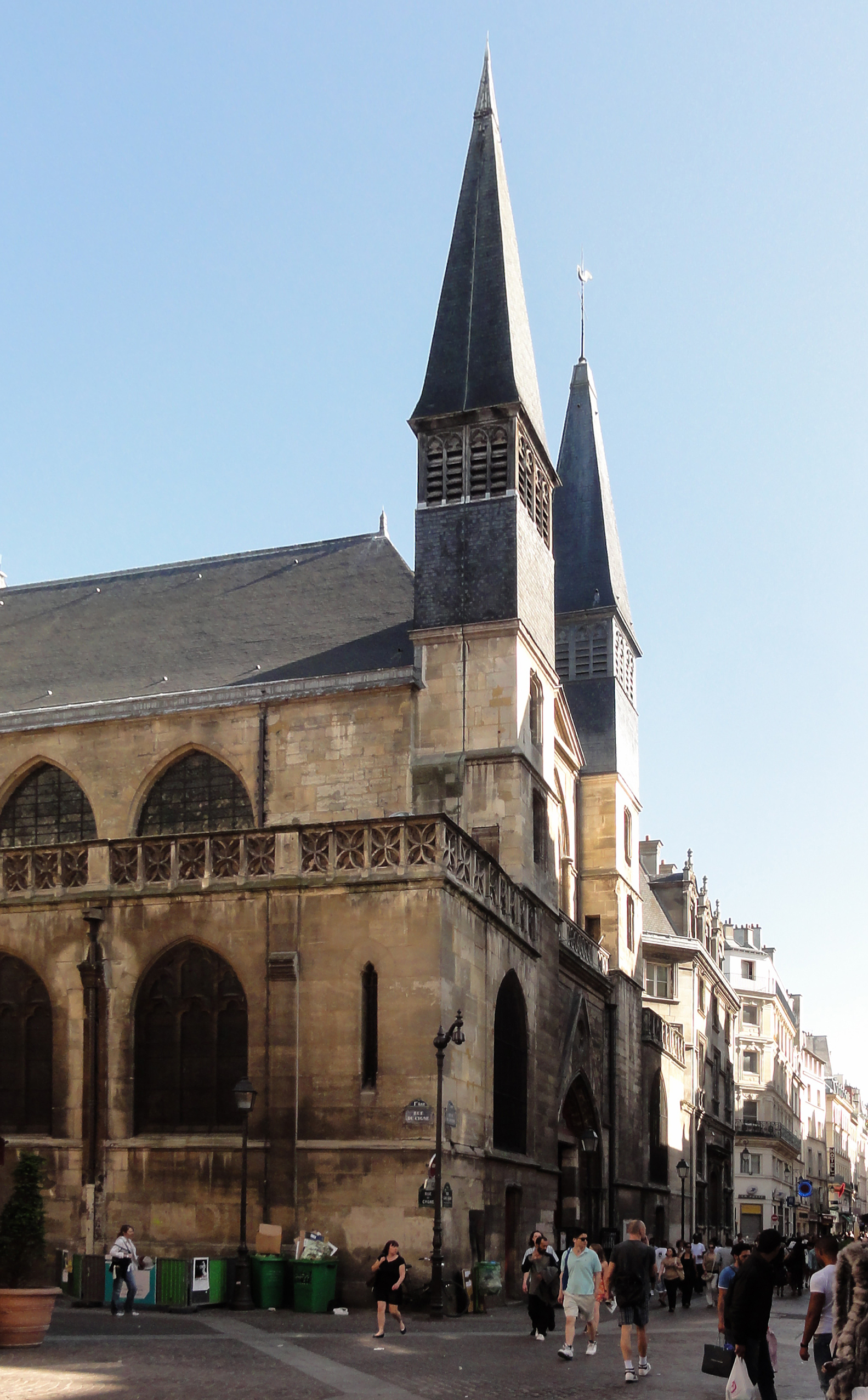
Église Saint-Leu-Saint-Gilles de Paris (bouw begonnen 1320)
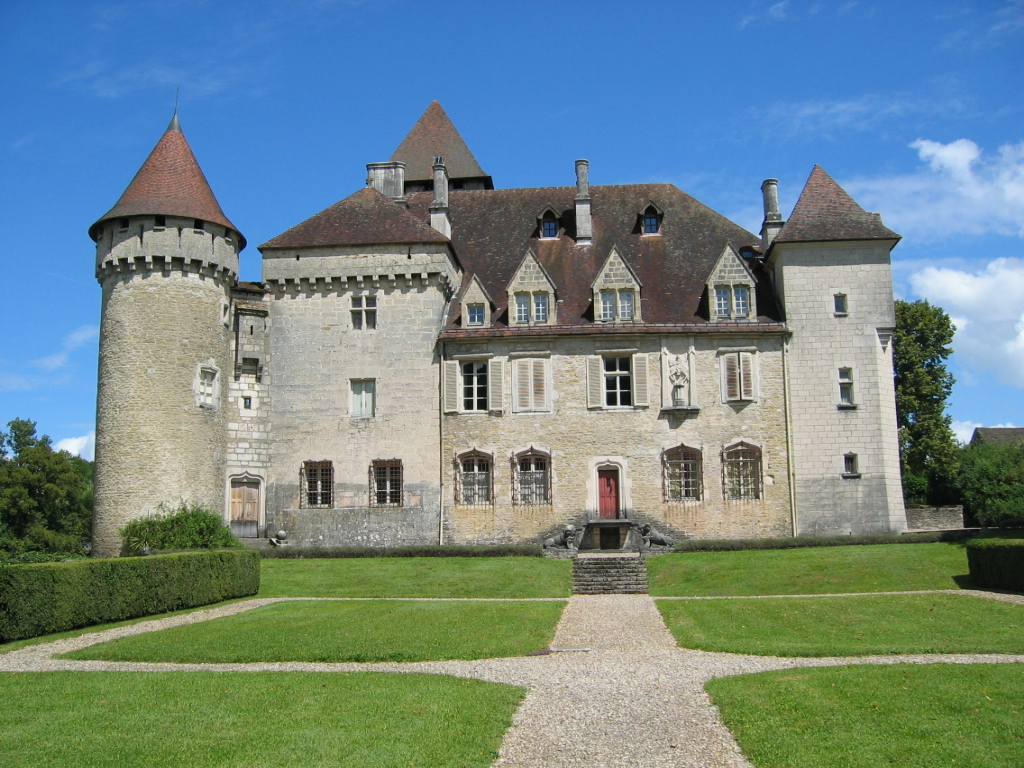
Kasteel van Cléron (gebouwd 1320)

## Geboren
- 8 april - Peter I, koning van Portugal (1357-1367)
- 25 mei - Toghün Temur, keizer van Yuan (China) (1333-1370)
- John de Mohun, Engels edelman
- Bertrand du Guesclin, Frans veldheer (jaartal bij benadering)
- Galeazzo II Visconti, heer van Milaan (jaartal bij benadering)
- Gerard II van Horne, Brabants edelman (jaartal bij benadering)
- Hendrik van Cuijk, Brabants edelman (jaartal bij benadering)
- Jacobus I van Urgell, Aragonees prins (jaartal bij benadering)
- Jan van Czarnków, Pools geschiedschrijver (jaartal bij benadering)
- Johanna van Horne, Brabants edelvrouw (jaartal bij benadering)
- John Hawkwood, Engels huursoldaat (jaartal bij benadering)
- Margaretha van Norfolk, Engels edelvrouw (jaartal bij benadering)

## Overleden
- 17 april - Michaël IX Palaiologos, medekeizer van Byzantium
- 20 juli - Oshin (~38), koning van Armenië (1307-1320)
- Hendrik II van Brandenburg, Duits edelman (~18)
- Qutbuddin Muhammad Shah, sultan van Delhi (1316-1320)
- Trần Anh Tông, keizer van Vietnam (1293-1314)
- Kamal al-Din al-Farisi (~52), Perzisch wetenschapper (jaartal bij benadering)